# أفضل ما يمكن حصوله (فلم)
أفضل ما يمكن حصوله هو فيلم كوميدي أُصدر في عام 1997 وأخرجه جيمس بروكس، الفيلم من بطولة جاك نيكلسون وهيلين هنت، تم ترشيح الفيلم لجائزة الأوسكار لأفضل فيلم وفاز بجائزة أفضل ممثل لجاك نيكلسون وجائزة أفضل ممثلة لهيلين هنت، يصور الفيلم بتحليل نفسي شخصية الكاتب «ميلفين» (جاك نيكلسون) المصاب بمرض الوسواس القهري بكل ما فيها من تعقيد نفسي بأسلوب طريف وعلاقته بجاره المثلي «سيمون» (جريج كينيار) ونادلة المطعم «كارول» (هيلين هنت) وهي أم وحيدة لطفل تعاني من مصاعب الحياة ومرض ولدها الحاد بالحساسية الصدرية وتتشابك الأحداث ليجيب لنا الفيلم في النهاية هل من الممكن أن تتحسن الأمور ليصبح الأمر، هذا أفضل مايمكن حصوله، صنف الفيلم في المرتبة 140 في قائمة «أفضل 500 فيلم على مر التاريخ».

## الأدوار الرئيسية
| الممثل             | الدور الرئيسي   |
| ------------------ | --------------- |
| جاك نيكلسون        | ميلفن يودال     |
| هيلين هنت          | كارول كونيلي    |
| جريج كينيار        | سيمون بيشوب     |
| كوبا جودينج جونيور | فرانك زاكس      |
| جولي بينز          | مضيفة الاستقبال |
| شيرلي نايت         | بيفرلي كونيلي   |
| سكيت أولريك        | فينسنت لوبيانو  |
| هارولد راميس       | د.نورمان بيتز   |

## وصلات خارجية
- مقالات تستعمل روابط فنية بلا صلة مع ويكي بيانات
- أفضل ما يمكن حصوله في نيويورك تايمز
- «أفضل ما يمكن حصوله» في الطماطم الفاسدة
- «أفضل ما يمكن حصوله» مراجعة للموسيقى التصويرية في أول ميوزيك